# Nexuiz Classic
Nexuiz Classic (ранее: Nexuiz) — компьютерная игра в жанре шутер от первого лица, созданная компанией Alientrap. Разработка игры прекращена, «духовным продолжением» является Xonotic. На данный момент актуальна версия 2.5.2, появившаяся в сети 1 октября 2009 года. Игра является абсолютно бесплатной и распространяется на условиях свободной лицензии GNU GPL. Игра поддерживает операционные системы Linux, macOS, OpenSolaris и Windows. Версия 1.0 была выпущена 31 мая 2005 года.
Логотип игры основан на китайском иероглифе 力, который означает «сила». Этот же иероглиф используется для внутриигровых бонусов.
Согласно официальной статистике, на март 2010 года игра Nexuiz была скачана четырьмя миллионами уникальных пользователей.

## Игровой процесс
Nexuiz ориентирована на возвращение в прошлое жанра шутер от первого лица, предлагая игроку короткие схватки, маленькие локации и скромный набор оружия. В текущей версии игры присутствует набор из 9 видов оружия, 24 официальных карты, 15 моделей игроков с 2 скинами для каждого. На официальном сайте также доступны к загрузке дополнительные карты. Используется игровой движок DarkPlaces — переработанная версия движка Quake.
Являясь преимущественно многопользовательской игрой, Nexuiz содержит множество режимов игры и большой набор карт для многопользовательских сражений. Имеется поддержка мутаторов — небольших пользовательских модификаций, которые могут изменять некоторые игровые правила (например, гравитацию).
В игре отсутствует «контроль» брони или здоровья — игрок может иметь запас здоровья и брони примерно в два раза превышающий норму, но если он не участвует в перестрелках и не повышает их запас, показатель брони автоматически опустится до 100 (если превышал норму), а здоровья уменьшится до 100 (если превышал норму) или увеличится до 100 (если был меньше нормы).
Подобно серии игр Unreal Tournament, в Nexuiz имеется режим одиночной игры, дающий игроку возможность отработать свои навыки в сражениях с ботами в различных игровых режимах на большом наборе карт, которые открываются по мере прохождения.

## История разработки
Разработка Nexuiz началась летом 2001 года как модификация для игры Quake 1. Инициатором разработки стал Ли Вермулен (англ. Lee Vermeulen). Вскоре после начала проекта было принято решение перейти на движок DarkPlaces, созданный Форестом «Lordhavoc» Хейлом (англ. Forest «Lordhavoc» Hale) (который вскоре присоединился к проекту). Этот движок основан на коде движка Quake, что, очевидно дало разработчикам преимущества при переносе наработок на него. Изначально планировалось создать простой шутер с онлайн-боями в режиме deathmatch, парой уровней и одной незамысловатой моделью игрока для релиза следующим летом. Но вслед за тем как команда становилась все больше — планы становились все более амбициозными. И вскоре игра могла соперничать по своему содержанию с коммерческими играми. 
После 4 лет разработки с бюджетом равным нулю, Nexuiz версии 1.0 увидел свет 31 мая 2005 года, полностью под свободной лицензией GNU General Public License. Поскольку такого рода результат впервые был достигнут проектом такого типа, Nexuiz стал популярен и к концу июня было зафиксировано четверть миллиона загрузок. Разработка продолжилась сразу после первого релиза с выходом версии 1.1.

### Версии игры
- 1.5 — 14 февраля 2006 года.
- 2.0 — 14 июня 2006 года.
- 2.1 — 9 сентября 2006 года.
- 2.4 — 29 февраля 2008 года.
- 2.5 — 3 апреля 2009 года.

Самая последняя, актуальная на данный момент версия — 2.5.2 вышла 1 октября 2009 года. Дальнейшее развитие прекращено, подр.см.ниже.

### Консольная версия
В начале марта 2010 года компания IllFonic, независимый разработчик и издатель, в официальном пресс-релизе сообщила о своём намерении портировать игру Nexuiz на игровые консоли седьмого поколения. Было заявлено, что кроме портирования игры, будет произведено кардинальное улучшение внутриигровой графики, а также никакие наработки не будут перенесены в оригинальный Nexuiz, и также оригинальный Nexuiz не будет развиваться, что вызвало сильное недовольство в сообществе. Портированная версия Nexuiz запланирована для демонстрирования на GDC 2010.
13 июля 2010 года llFonic приобрела лицензию на игровой движок CryEngine 3 разработки Crytek для использования в консольной версии Nexuiz. Лицензирование мультиплатформенного CryEngine 3 позволит IllFonic выпустить свою версию Nexuiz для консолей, причём распространение игры планируется только через сервисы цифровой дистрибуции Xbox Live Arcade и PlayStation Network.
В результате этих обстоятельств разработка оригинального Nexuiz полностью прекращена, и сообщество было вынуждено продолжить разработку в виде проекта Xonotic.

## Игровой движок

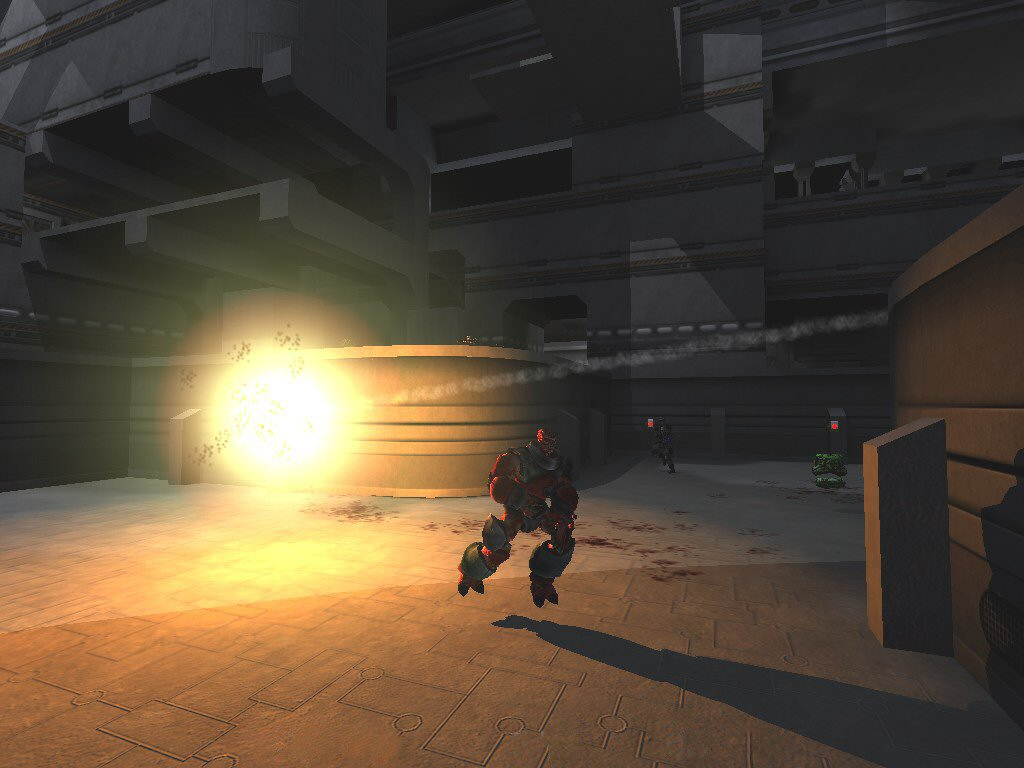
Скриншот из ранней версии игры.

Движок Nexuiz, DarkPlaces, поддерживает большинство модификаций Quake 1 (с различной функциональностью), скрипты QuakeC, формат уровней Quake III Arena (что позволяет использовать сторонние утилиты, например, Quake Army Knife, для Nexuiz). DarkPlaces имеет продвинутую систему моделей, использующую принцип скелетной анимации, однако не поддерживающую физику ragdoll.
DarkPlaces позволяет реализовать попиксельное освещение. Разработчики игры попытались создать качественную графику с такими эффектами как HDR и bloom, coronas, динамическое освещение и тени для объектов и мира, рельефное текстурирование, а также шейдерные эффекты (с поддержкой OpenGL 2.0). Параметры графики гибко настраиваются, для запуска на старом оборудовании эффекты могут быть отключены. В игру также встроена функция включения 3D стереоэффекта.

## Сообщество
Несмотря на не длинный век после создания, вокруг Nexuiz сложилось достаточно многочисленное онлайн-сообщество  (недоступная ссылка с 14-05-2013 [4446 дней] — история), нацеленных на помощь вновь пришедшим. Однако, в результате прекращения разработки Nexuiz в связи с инцидентом вокруг Illfonic, значительная часть сообщества перешла в проект Xonotic. В настоящее время разработка Nexuiz Classic прекращена.

## Отзывы
Летом 2018 года, благодаря уязвимости в защите Steam Web API, стало известно, что точное количество пользователей сервиса Steam, которые играли в игру хотя бы один раз, составляет 404 730 человек.

## Скриншоты

Одна из первых версий
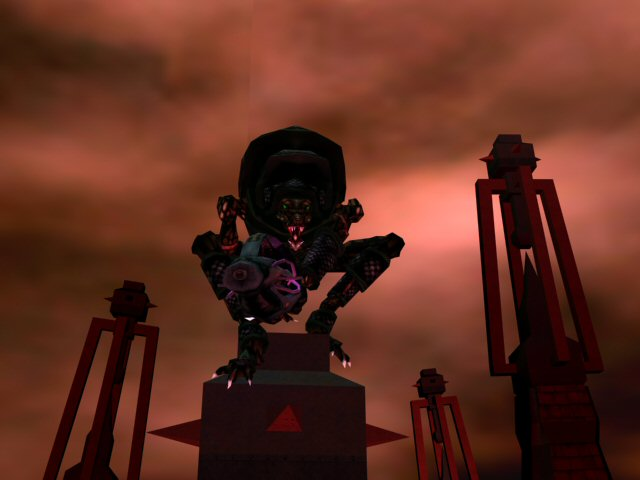
Модель морпеха
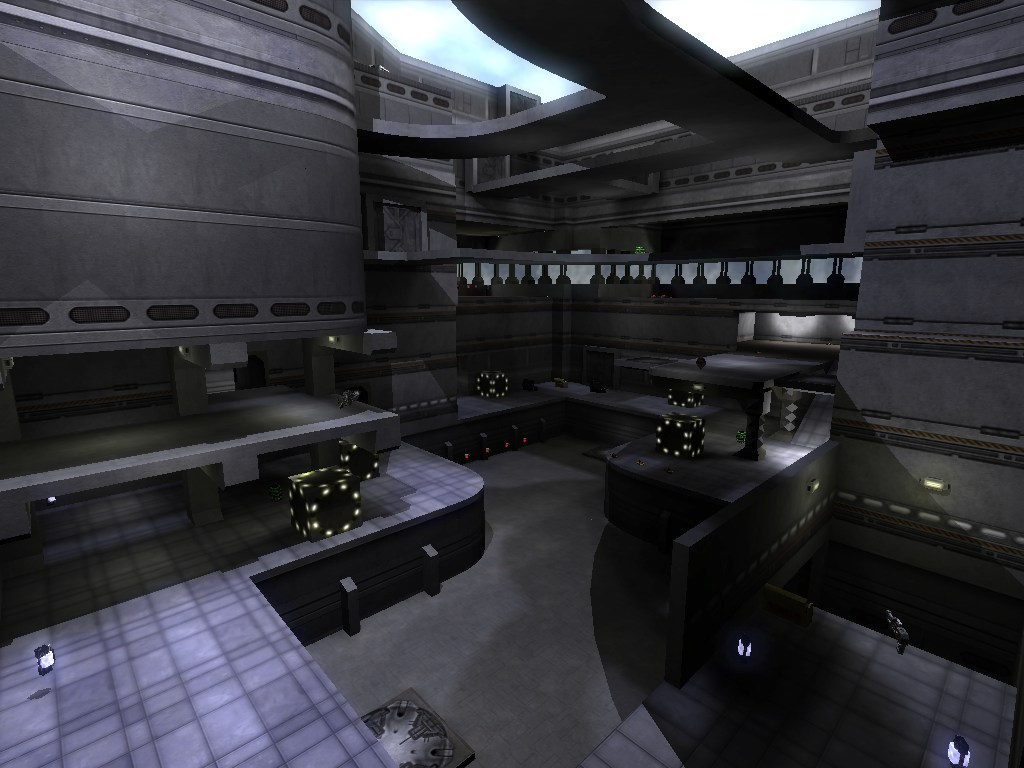
Один из уровней, рассчитанных на перемещение по высоте
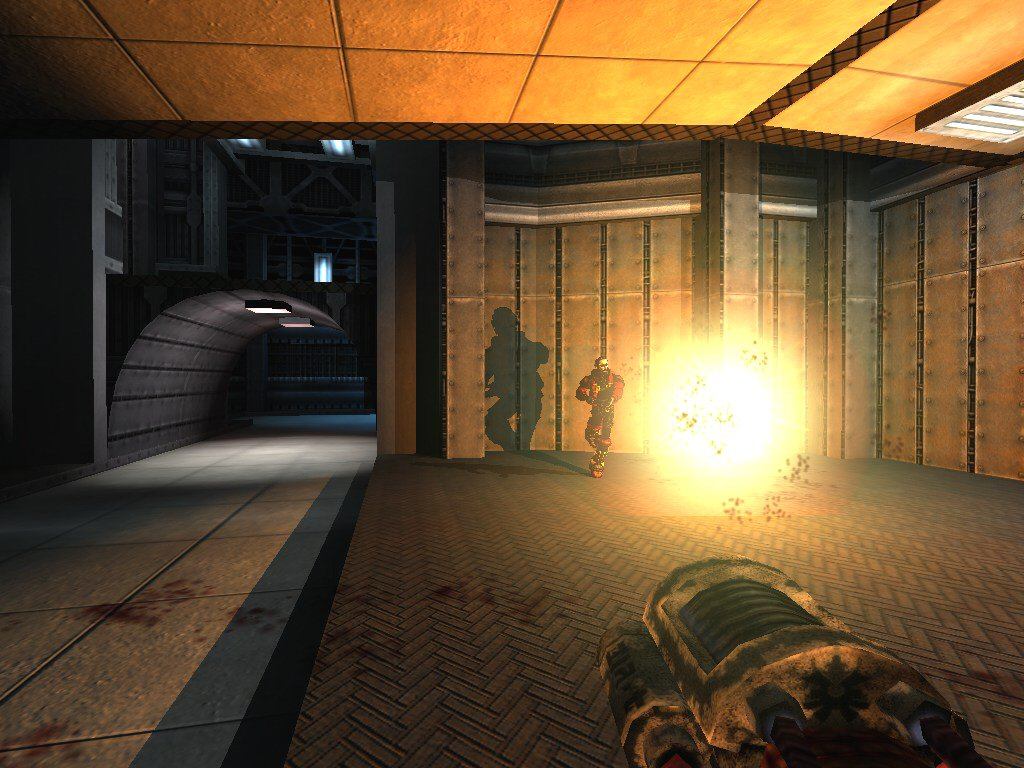
Эффект взрыва
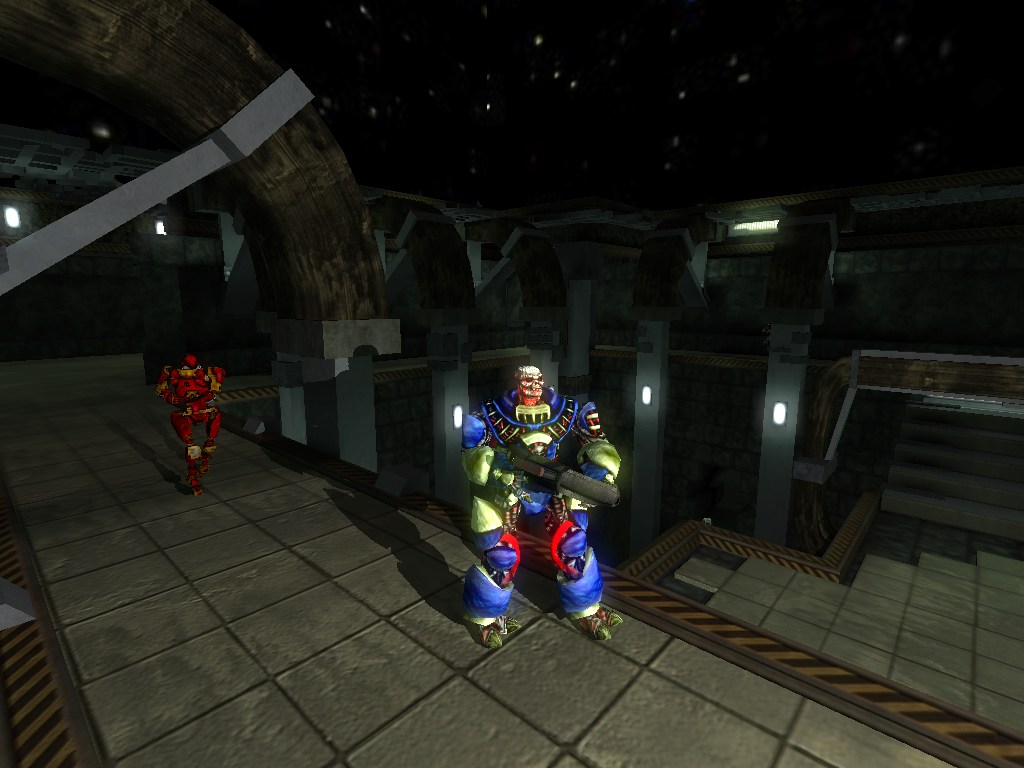
Тени в реальном времени
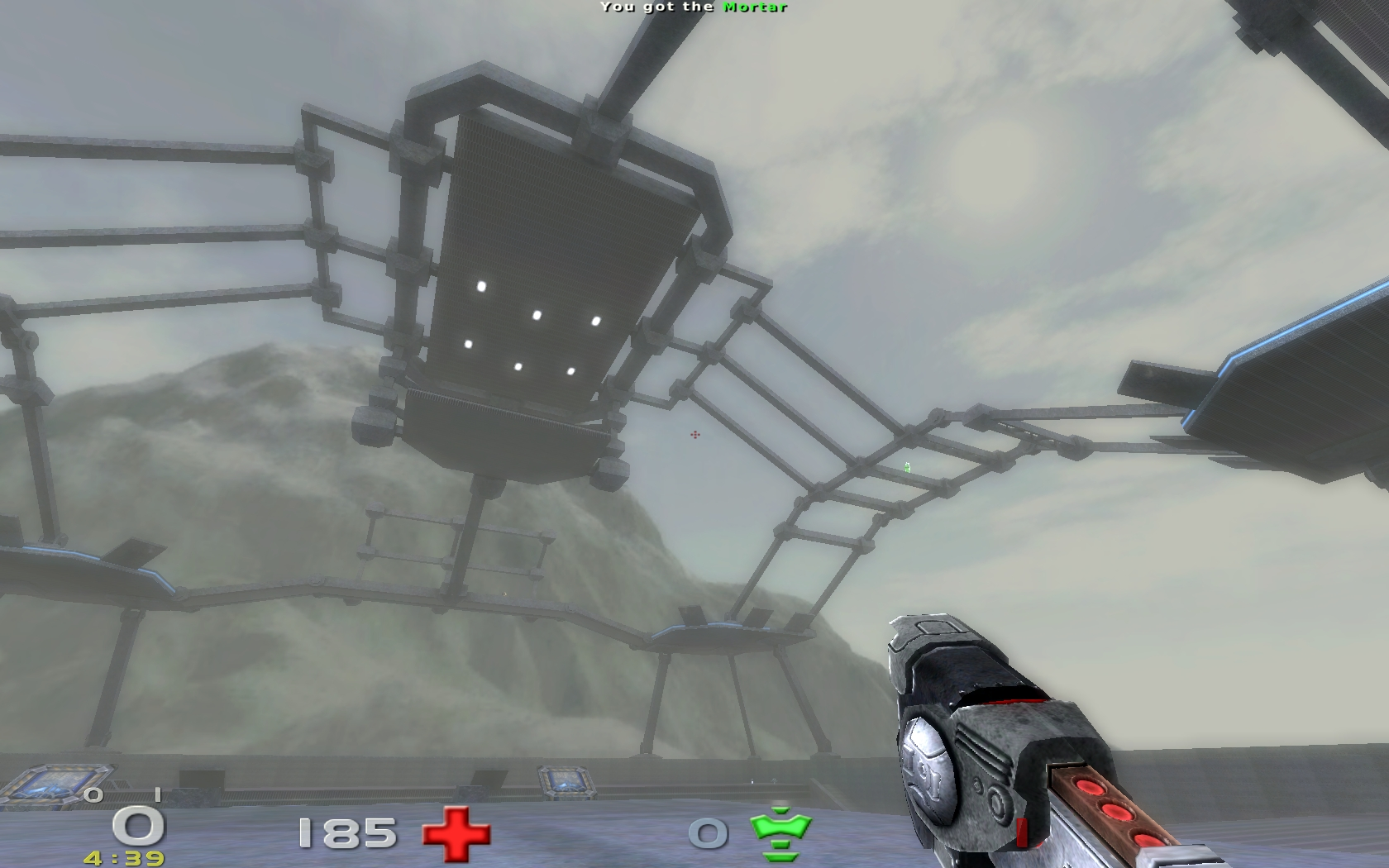
Демонстрация High Dynamic Range
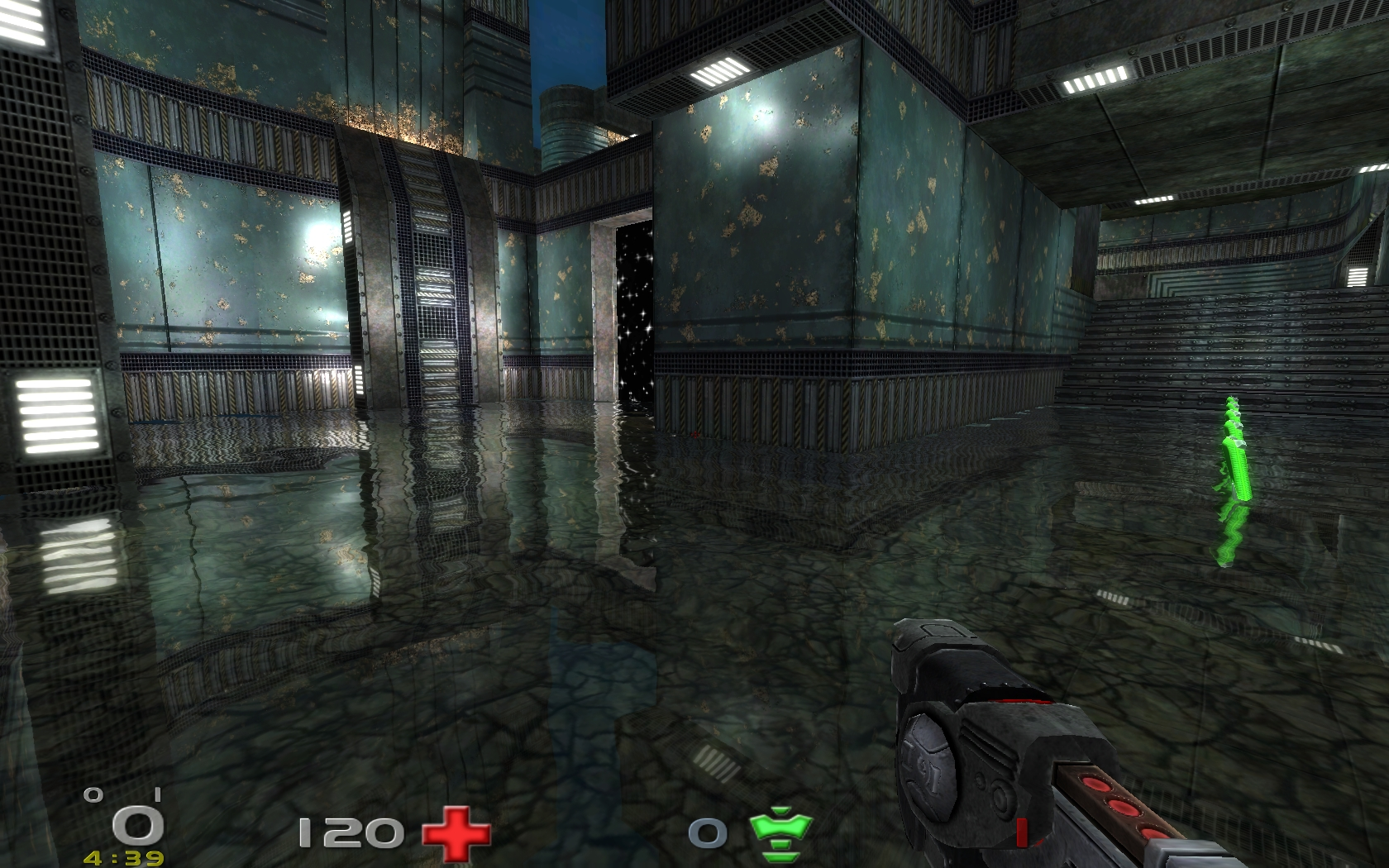
Демонстрация водных поверхностей
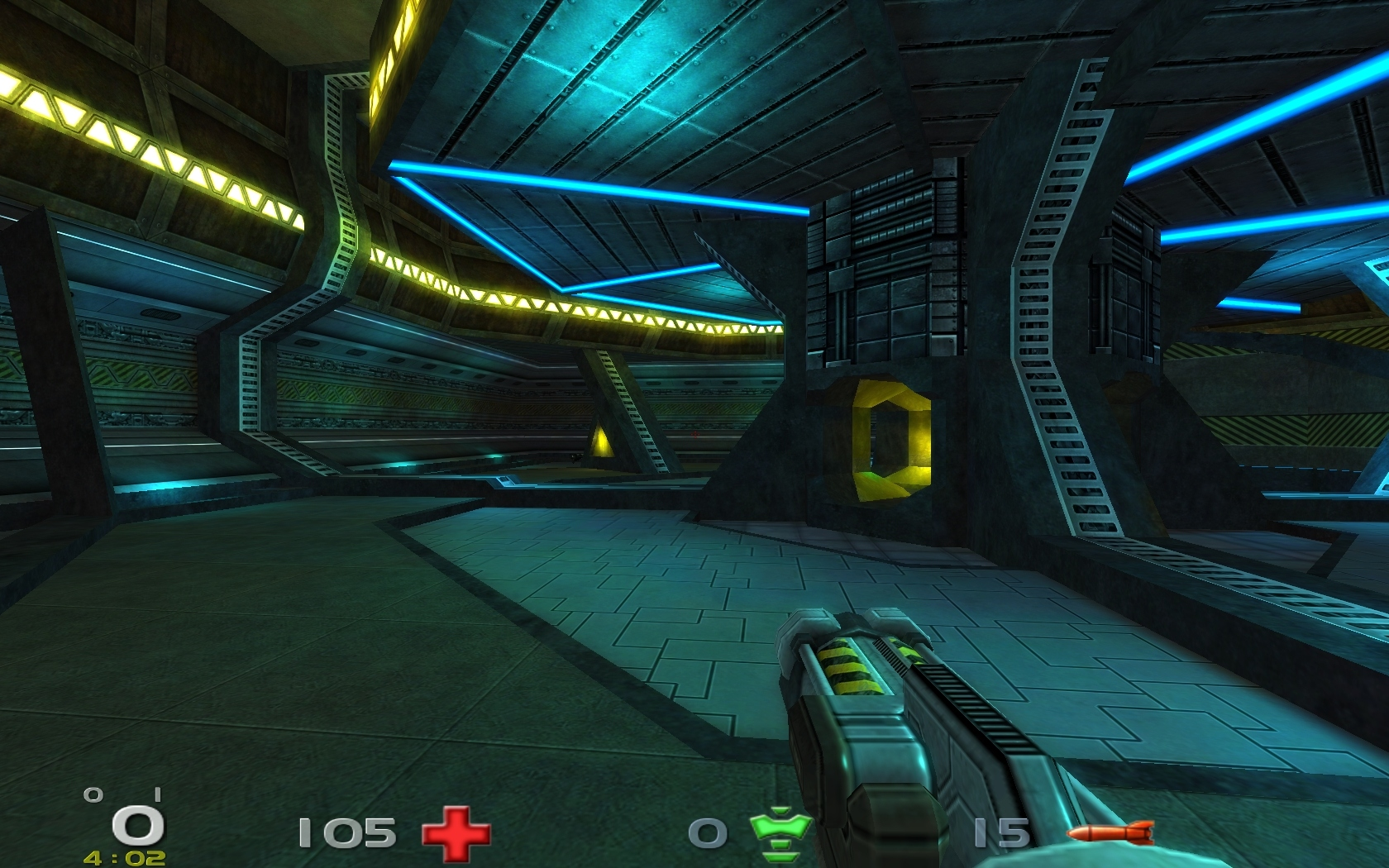
Игрок держит ракетомёт
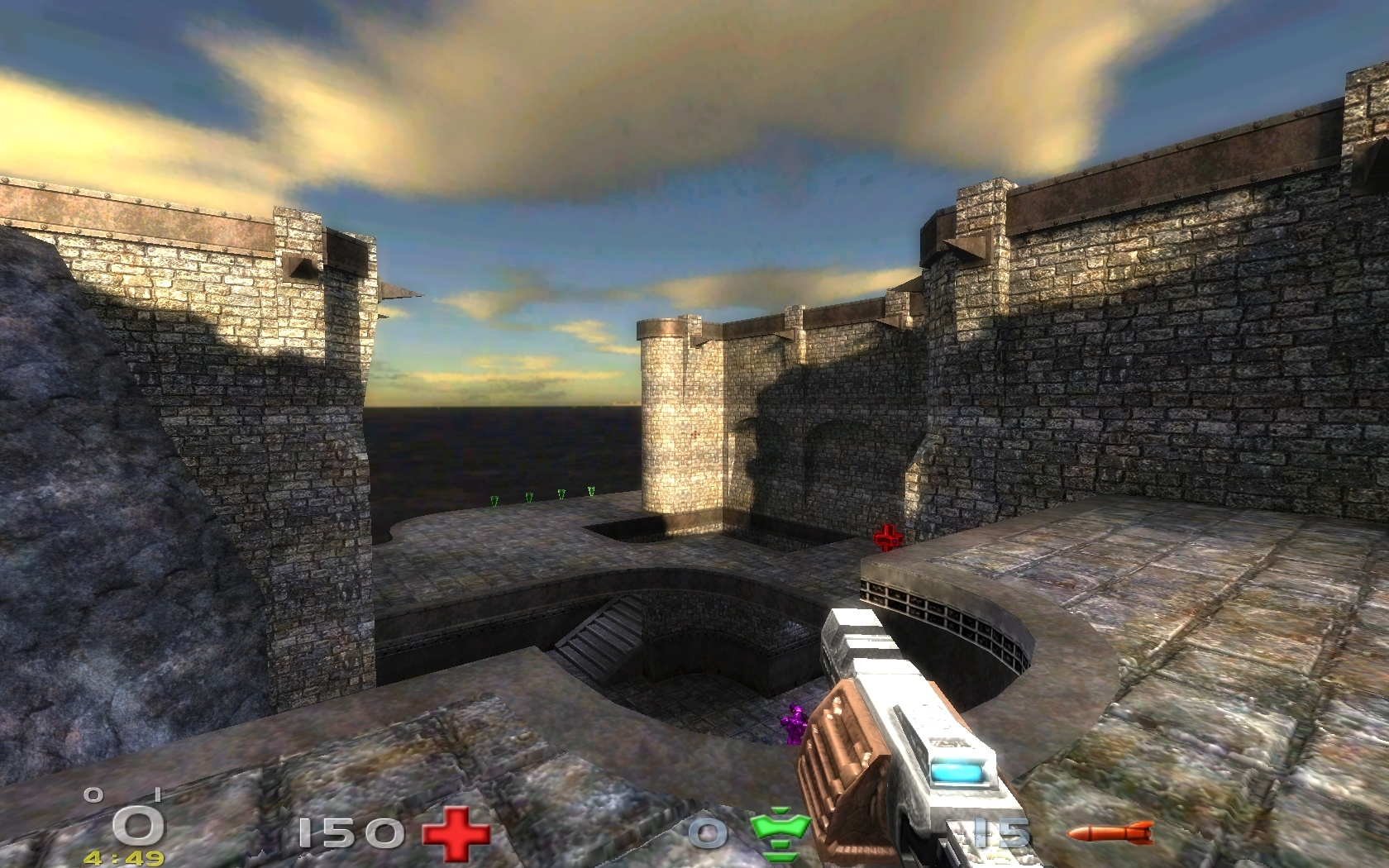
Освещение на открытой карте
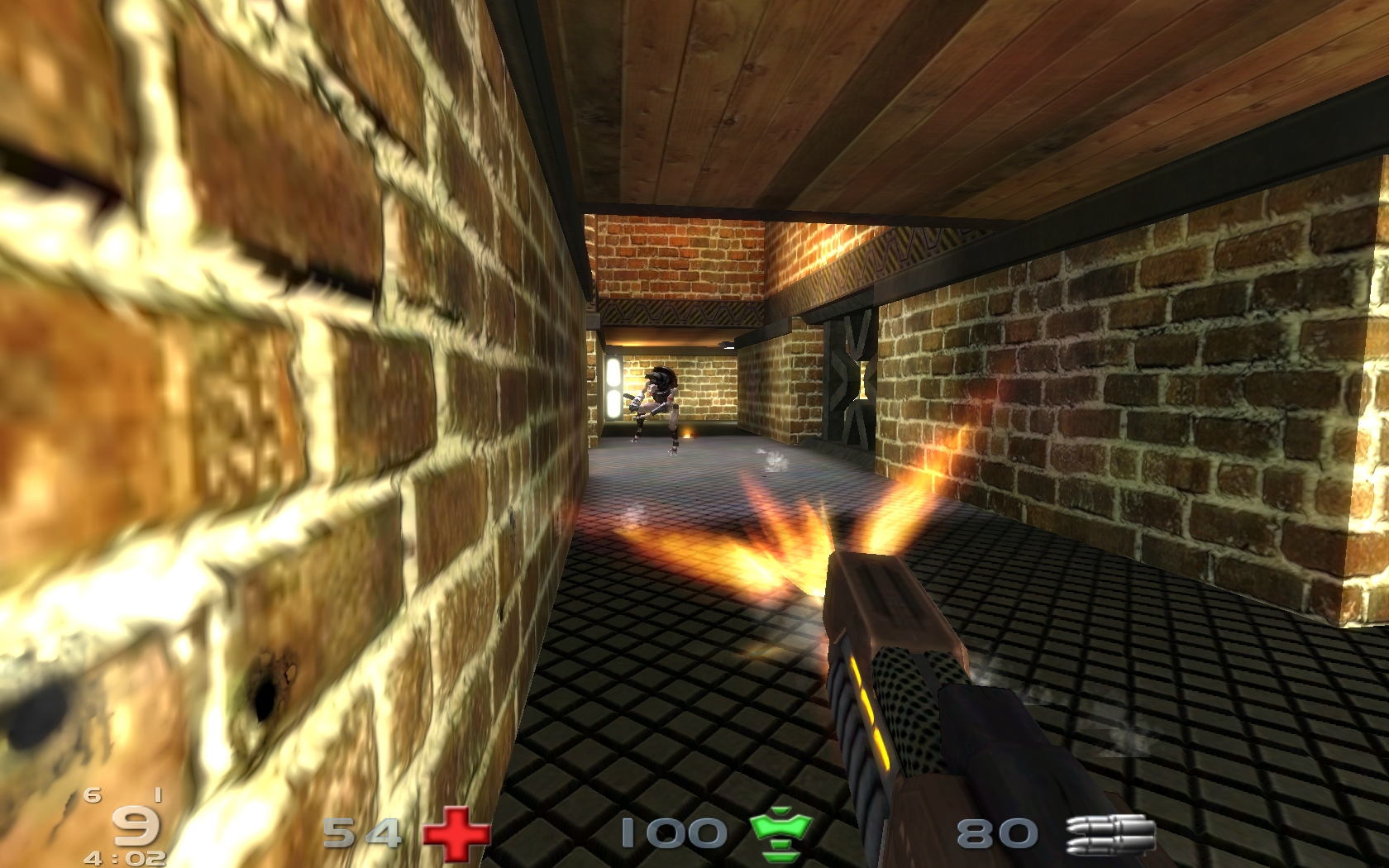
Игрок ведёт перестрелку с противником